# Club Deportivo Morón
Pour les articles homonymes, voir Moron.
Maillots
Le Club Deportivo Morón est un club argentin de football basé à Morón.
Le club évolue en 2014 en Primera B Metropolitana, le 3e échelon du football argentin.

## Histoire

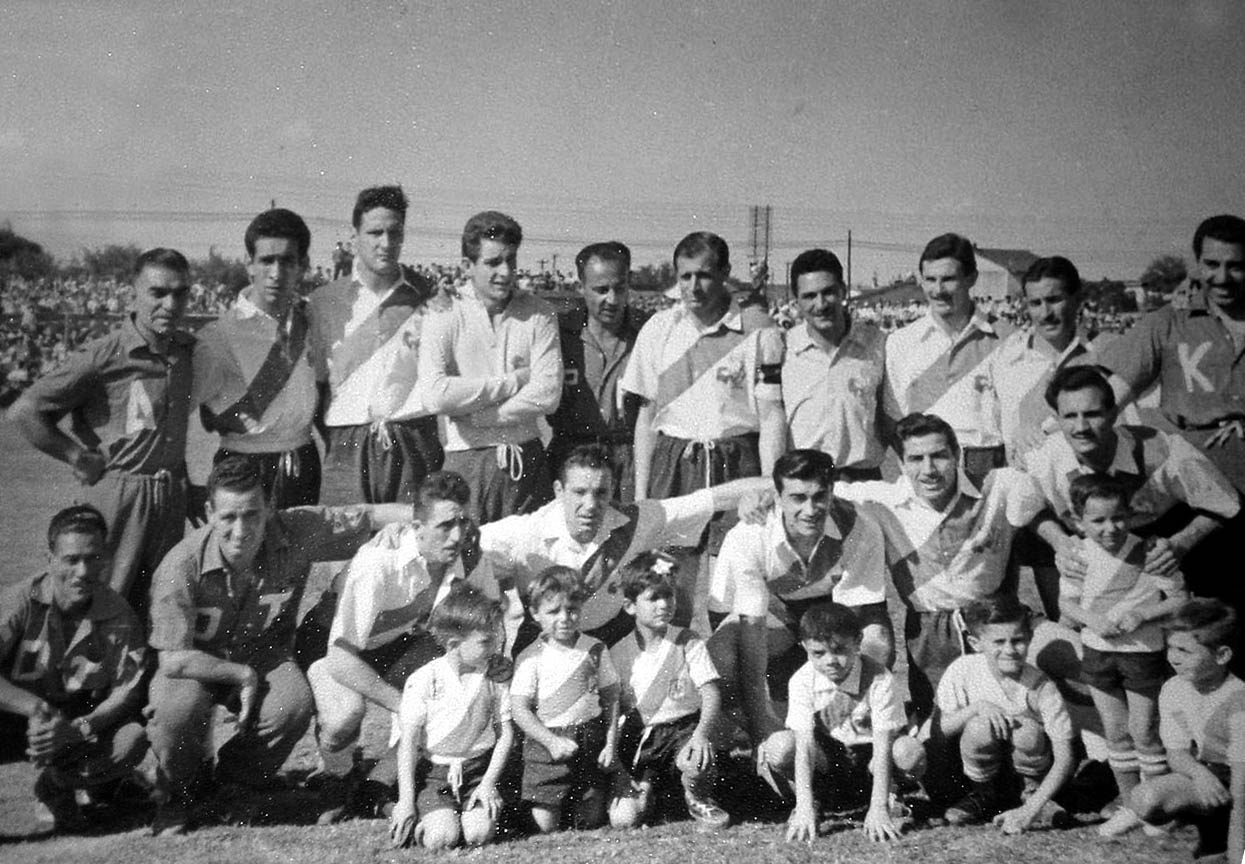
Les vainqueurs de la Primera C en 1959.

Fondé en 1947 sous le nom Club Sportivo Morón, le club rejoint trois ans après la Fédération argentine (AFA) et évolue en Tercera de Ascenso, la 3e division argentine. En 1951 le club est rebaptisé Club Deportivo Morón. 
Le club de Morón remporte la Primera D en 1955 puis la Primera C quatre ans plus tard. Il remporte de nouveau la compétition en 1980 puis la Primera B Metropolitana, son principal titre, en 1990.

## Palmarès
- Primera B Metropolitana : 1

1989-1990,2016-2017
- Primera C : 2

1959, 1980
- Primera D : 1

1955